# Jim Watt
Jim Watt (* 18. Juli 1948 in Glasgow, Schottland) ist ein ehemaliger britischer Boxer im Leichtgewicht. Er war von 1972 bis 1973 Britischer Meister, von 1979 bis 1981 WBC-Weltmeister und von April 1981 bis Juni 1981 Ring-Magazine-Weltmeister.
2002 wurde Watt in die Scottish Sports Hall of Fame aufgenommen.